# Helga Sommerfeld
Helga Sommerfeld (Dresde, 5 de marzo de 1941-Berlín, 28 de septembre de 1991) fue una actriz alemana.

## Biografía
Después de graduarse en una escuela secundaria de Berlín, Sommerfeld comenzó su formación en la escuela de cine y teatro de la UFA. Gracias a la mediación de Ada Tschechowa, hizo sus primeras apariciones en películas musicales y Heimatfilms. En los años 60, Sommerfeld trabajó principalmente en películas de espías y aventuras, a veces también en comedias y películas musicales. En total, protagonizó 35 películas y realizó numerosas apariciones teatrales en diferentes escenarios. La última vez que apareció en un escenario durante una gira por Alemania de 1986 a 1988 fue en la obra Die geliebte Stimme. En los años 80 participó en una serie de películas para televisión para Sender Freies Berlin. En 1985 apareció por última vez como actriz principal en la película Der Callboy.

## Filmografía
- Wenn die Conny mit dem Peter (1958)
- Mein Schatz ist aus Tirol (1958)
- Wenn das mein großer Bruder wüßte (1959)
- Freddy unter fremden Sternen (1959)
- Peter Voss - der Held des Tages (1959)
- Schlagerraketen - Festival der Herzen (1960)
- Die Schatten werden länger (1961)
- Unser Haus in Kamerun (1961)
- Das Geheimnis der schwarzen Koffer (1962)
- ...und ewig knallen die Räuber (1962)
- Die Nylonschlinge (1963)
- Übermut im Salzkammergut (1963)
- Apartment-Zauber (1963)
- Das Phantom von Soho (1964)
- Der Satan mit den roten Haaren (1964)
- Die schwarzen Adler von Santa Fe (1965)
- Aventuras del Oeste (1965)
- 24 horas para matar (1965)
- Das Geheimnis der drei Dschunken (1965)
- Persecución a un espía (1965)
- Anónima de asesinos (1966)
- Lange Beine - lange Finger (1966)
- Da Berlino l'apocalisse (1966)
- Jungfrau aus zweiter Hand (1967)
- Landarzt Dr. Brock (1967)
- Bis zum Happy-End (1968)